# ولیکی راکیتووتس
ولیکی راکیتووتس (آلمانی: Stein؛ اسلوونیایی: Veliki Rakitovec) یک زیستگاه انسانی در اسلوونی است که در Kamnik Municipality واقع شده‌است.

## خصوصیات
ولیکی راکیتووتس ۱٫۶۷ کیلومترمربع مساحت و ۲۴ نفر جمعیت دارد و ۸۴۱٫۵ متر بالاتر از سطح دریا واقع شده‌است.